# Paulo César Peréio
Paulo César Pereio, pseudonyme de Paulo César de Campos Velho, né le 19 octobre 1940 à Alegrete (Rio Grande do Sul) et mort le 12 mai 2024 à Rio de Janeiro (État de Rio de Janeiro), est un acteur brésilien.

## Activisme
Paulo César Pereio est connu pour être athée et aussi communiste ardent qui s'oppose fortement à la statue du Christ Rédempteur, affirmant qu'elle viole la constitution laïque du Brésil et ruine la beauté de la montagne. Depuis la fin du XXe siècle, il recueille des signatures pour son retrait.

## Filmographie

### Au cinéma
- 1964 :  Les Fusils : Pedro
- 1967 :  Terre en transe : Student
- 1968 :  A Vida Provisória : Paulo César
- 1968 :  O Homem Que Comprou o Mundo
- 1968 :  Os Marginais  (segment "Papo Amarelo")
- 1968 :  Le brave guerillero : Miguel Horta
- 1969 :  Pedro Diabo Ama Rosa Meia Noite
- 1970 :  Sagrada Família
- 1970 :  Gamal, O Delírio do Sexo : Jorge
- 1971 :  Bang Bang : Main Character
- 1971 : Monkey
- 1972 :  Les Conspirateurs (Os Inconfidentes) de Joaquim Pedro de Andrade : Bueno da Silveira
- 1972 :  O Capitão Bandeira Contra o Dr. Moura Brasil
- 1973 :  Toute nudité sera châtiée (Toda Nudez Será Castigada) : Patrício
- 1973 :  Amor, Carnaval e Sonhos
- 1974 :  As Mulheres Que Fazem Diferente  (segment "Flagrante de Adultério")
- 1974 :  O Que Eu Vi, O Que Nós Veremos (narrateur - voix) (court métrage)
- 1974 :  Relatório de Um Homem Casado
- 1974 :  A Cartomante
- 1974 :  A Estrela Sobe : Dr. João Oliveira
- 1974 :  Sagarana, o Duelo
- 1974 :  Vai Trabalhar Vagabundo : Russo
- 1975 :  Nem Os Bruxos Escapam
- 1975 :  As Aventuras Amorosas de Um Padeiro : Marques
- 1975 :  A Extorsão : Murilo Santana
- 1975 :  As Loucuras de um Sedutor : Lourenço
- 1975 : Iracema de Jorge Bodansky : Sebastião, aka"Tião Brazil Grande"
- 1976 :  Bandalheira Infernal
- 1976 :  Gordos e Magros
- 1977 :  Vida Vida
- 1977 :  Os Amores da Pantera : Jean Paul Renoir
- 1977 :  Anchieta, José do Brasil
- 1977 : Lúcio Flávio, o Passageiro da Agonia (Ultimatum) : Dr. Moretti
- 1978 :  Daniel, Capanga de Deus
- 1978 :  Assim Era a Pornochanchada
- 1978 :  O Bom Marido : Afraninho Carvalho
- 1978 :  Pluies d'été (Chuvas de Verão) de Carlos Diegues
- 1978 :  Jakobine
- 1978 :  A Lira do Delírio
- 1978 :  Tudo Bem d'Arnaldo Jabor : Bill Thompson
- 1978 :  Se Segura, Malandro!
- 1978 :  A Dama do Lotação : Assunção
- 1978 : La Chute (A Queda)
- 1981 :  Fruto do Amor : Waldo
- 1981 :  Corações a Mil
- 1981 :  Eu Te Amo : Paulo
- 1982 :  Retrato Falado de uma Mulher Sem Pudor : Abdel Azis Camel
- 1982 :  Ao Sul do Meu Corpo : Alberto
- 1982 :  Tensão no Rio
- 1982 :  O Segredo da Múmia
- 1983 : Rio Babilônia
- 1983 :  Bar Esperança : Cabelinho
- 1984 :  Una notte di pioggia : Giorgio Ferrari
- 1985 :  Um Filme 100% Brasileiro
- 1985 :  Noite
- 1985 :  Running Out of Luck
- 1988 :  Natal da Portela
- 1988 :  Banana Split : Bem-te-vi
- 1989 :  Dias Melhores Virão de Carlos Diegues : Pereira
- 1990 :  Real desejo  : Paulo Cavalcante
- 1990 :  Barrela: Escola de Crimes : Bereco
- 1991 :  Vai Trabalhar, Vagabundo II
- 1992 :  Perigo Negro : Repórter (court métrage)
- 1992 :  Batalha Naval : Narration (voix) (court métrage)
- 1993 :  Vagas Para Moças de Fino Trato
- 1994 :  Amor! : Narrator (voix) (court métrage)
- 1997 :  Navalha na Carne
- 1998 :  Quintana dos 8 aos 80 : Narrator (voix) (court métrage)
- 1998 :  O Viajante : Chico Herrera
- 2000 :  Os idiotas Mesmo : (voix) (court métrage)
- 2001 :  Onde Andará Petrucio Felker? : (voix) (court métrage)
- 2001 :  O Comendador  (court métrage)
- 2002 :  Praça Clóvis  (court métrage)
- 2002 :  Plano-Seqüência  (court métrage)
- 2003 :  Superstição  (court métrage)
- 2003 :  Rostilidades - Os Sentidos do Rosto  (court métrage)
- 2003 :  Harmada
- 2003 :  O Homem do Ano : Seu Humberto
- 2004 :  Onde Anda Você : Mr. Hyde
- 2005 :  Nanoilusão  (court métrage)
- 2005 :  Guaruja, um filme maravilhoso : Paulo and Angela
- 2005 :  Árido Movie : Lázaro
- 2006 :  Noel: Poeta da Vila : Médico de Noel
- 2006 :  L'odeur du siphon : Pai da Noiva (voix)
- 2006 :  Faça Sua Escolha : Narration (court métrage)
- 2006 :  Gatão de Meia Idade : Afonso, a Friend
- 2007 :  O Carteiro : Costumer   (court métrage)
- 2008 :  En direct : Senhor F. (court métrage)
- 2008 :  Nossa Vida Não Cabe Num Opala : Oswaldão
- 2008 :  Dossiê Rê Bordosa : Bibelo (court métrage)
- 2009 :  Meninos de Kichute : Volpone
- 2009 :  É Proibido Fumar : Zé Tadeu
- 2009 :  Cerol  (court métrage)
- 2010 :  Ponto Org
- 2010 : Boca (en) de Flavio Frederico : Dr. Honório
- 2010 :  Noite Quente : João (court métrage)
- 2011 :  O Gerente
- 2012 :  A Coleção Invisível : Radio Host
- 2012 :  Poetas Não Escrevem Romances : Poet (court métrage)
- 2013 :  Anita e Garibaldi : Tio Duarte
- 2013 :  Jogo das Decapitações : Jairo - velho
- 2014 :  Tardes Livres
- 2014 : Sangue Azul de Lírio Ferreira : Kaleb
- 2016 :  Nova Amsterdam : Francisco Coelho
- 2022 :  São Ateu : Deus

### À la télévision
- 1970 :  Simplesmente Maria  (série télévisée, 3 épisodes)
- 1970 :  A Gordinha  (série télévisée, 2 épisodes)
- 1970 :  João Juca Jr.  (série télévisée, 1 épisode)
- 1973 :  Fogo Morto  (téléfilm)
- 1973 :  Tempo de Viver  (série télévisée)
- 1975 :  Gabriela Gabriela : Príncipe (série télévisée)
- 1984 :  Partido Alto : Da Mata (série télévisée)
- 1985-1986 :  Roque Santeiro : Benevides (série télévisée, 209 épisodes)
- 1986 :  Anos Dourados : Narrateur (voix) (mini-série télévisée)
- 1987 :  Mandala : Capitão (série télévisée)
- 1989 :  O Salvador da Pátria : Sebastião Machado (série télévisée, 186 épisodes)
- 1989 :  Juba & Lula  (série télévisée)
- 1990 :  Delegacia de Mulheres : Durval (série télévisée, 1 épisode)
- 1993 :  Conceição : Veterinário (court métrage télévisé)
- 1994 :  A Viagem : Coringa (série télévisée, 2 épisodes)
- 1995 :  Casa do Terror  (mini-série télévisée, 2 épisodes)
- 2001 :  Presença de Anita : Armando (mini-série télévisée, 5 épisodes)
- 2005 :  Mandrake : Rodolfo Cavalcanti Meye (série télévisée, 1 épisode)
- 2005 :  A Lua Me Disse : Carga Pesada (série télévisée, 2 épisodes)
- 2006 :  Um Menino Muito Maluquinho : Vô Mika (série télévisée, 1 épisode)
- 2007-2008 :  Duas Caras : Lobato (série télévisée, 11 épisodes)
- 2007 :  Carga Pesada : Coronel Severino (série télévisée, 1 épisode)
- 2008 :  Você Está Aqui : Reginaldson (mini-série télévisée, 5 épisodes)
- 2011 :  Amor em 4 Atos : Narrador (mini-série télévisée, 1 épisode)
- 2014 :  As Canalhas : Jorge (série télévisée, 1 épisode)
- 2015-2018 :  Magnífica 70 : General Souto (série télévisée, 31 épisodes)
- 2015 :  Luz, Câmera, 50 Anos : Armando (série télévisée, 1 épisode)
- 2017 :  O Último Programa do Mundo : Narrator (voix) (série télévisée, 1 épisode)
- 2017 :  Angeli 'The Killer' : Bibelô (série télévisée)
- 2018 :  Jesus : Simeão (série télévisée, 1 épisode)
- 2021 :  5X Comédia  (série télévisée, 1 épisode)